# فتنة (فلم 1948)
فتنة فيلم مصري تم إنتاجه عام 1948، من تأليف أحمد بدرخان ومصطفى أمين وإخراج محمود إسماعيل و بطولة يحيى شاهين وكاميليا.

## فريق العمل
إخراج: محمود إسماعيل
تأليف:
- أحمد بدرخان
- مصطفى أمين

إنتاج: أفلام محمود إسماعيل
طاقم العمل:
- يحيى شاهين
- كاميليا
- فاخر فاخر
- ليلى عامر
- عبد العزيز محمود
- كارم محمود
- عبده السروجي
- هدى شمس الدين

## روابط خارجية
- مقالات تستعمل روابط فنية بلا صلة مع ويكي بيانات